# Schepper & Co
Schepper & Co was een van oorsprong protestants programma van de NCRV dat actuele ontwikkelingen rondom levensbeschouwing en spiritualiteit belichtte over mensen en de manier waarop zij in het leven staan.
Tussen 2013 en 2015 was het onderverdeeld in Schepper & Co aan tafel en Schepper & Co in het land.
Op 12 december 2015 werd de laatste uitzending uitgezonden door middel van een persoonlijke top 5 van fragmenten van Geel.
Vanaf 1999 zond de NCRV het programma tevens uit op Radio 5.